# Die Sage vom Goldenen Pflugeisen
Die Sage vom Goldenen Pflugeisen spielt im 13. Jahrhundert in der Umgebung der Stadt Magdeburg.

## Historischer Hintergrund
Anfang des 13. Jahrhunderts dehnte sich die Stadt Magdeburg nur bis zum Viktoriaplatz aus, heute Ratswaageplatz. Die Herberge, in der die Sage handelt, befand sich damit zur damaligen Zeit außerhalb der Stadt, in einem nördlichen Vorort. Heute liegt der Ort der Stadtmitte unter der Adresse Breiter Weg 86.

## Sage
Beim Einzug des neuen Erzbischof Albrecht I. am Palmsonntag herrschte reges Treiben in der Stadt, da viele Fremde gekommen waren, um den prächtigen und glanzvollen Einzug anzusehen. In einer Herberge in einem Vorort nördlich von Magdeburg ging es lebhafter zu als sonst. An diesem Tag betrat auch ein armer auf Wanderschaft befindlicher Handwerksgeselle, namens Kaspar, die Herberge. Er hatte jedoch weder Geld für die Unterkunft, noch um seinen Hunger und Durst zu stillen. Des Wirtes Tochter Brigitte nahm sich seiner an und gab ihm Speis und Trank. Als Pfand für die Zeche ließ Kaspar ein altes Pflugeisen zurück und versprach die Zeche später zu zahlen.
Jahre vergingen und das Heer von Kaiser Otto IV. verwüstet bei seinem Rachezug im Erzbistum Magdeburg die Vororte der Stadt. Durch den Wiederaufbau der Herberge geriet der Wirt in hohe Schulden. Kurz darauf verstarb er und Brigitte hatte mit Not und Sorgen zu kämpfen, konnte aber die Herberge weiter betreiben. Als Erinnerung an bessere Zeiten hob Brigitte aber das Pflugeisen auf.
Eines Abends betrat ein junger Reitersmann die Wirtsstube der Herberge. Er war von stattlichem Aussehens und begrüßte Brigitte herzlich. Er gab sich als Kaspar zuerkennen, der Brigitte vor einigen Jahren Gutes getan hatte und war gekommen um seine Zeche zu zahlen wie er es versprochen hatte. Er legte zur Bezahlung seiner Schulden ein großes Geldstück auf den Tisch und gab an, das Pflugeisen am nächsten Tag mit sich nehmen zu wollen. Brigitte stellte das Pflugeisen daraufhin hinter den Schanktisch. Dort fiel es ihrem Nachbar auf, der Waffenschmied war. Dieser nahm das Pflugeisen in die Hand und wunderte sich über die ungewöhnliche Schwere. Dadurch neugierig geworden, untersuchte ein anderer täglicher Gast das Pflugeisen, der Goldschmied war. Beide versuchten daraufhin Brigitte heimlich zu überreden, ihm das Pflugeisen zu überlassen. Brigitte aber erklärte, dass nur der Reitersmann das Pflugeisen erhalte. Kaspar betrat kurze Zeit später wieder die Schankstube und Brigitte berichtete ihm von dem seltsamen Verhalten der beiden. Lachend fragte Kaspar den Waffenschmied und den Goldschmied, was sie bereit waren für das alte Pflugeisen zu zahlen. Es entstand ein Bieten um das Pflugeisen, bei dem auch ein frisch eingetroffener Fremder mit einstieg und ein Gebot von tausend Goldstücken abgab. Der Fremde hatte mit einem Blick den Wert des Pflugeisens erkannt, denn es bestand aus reinem Gold. Daraufhin wurde ein Sachverständiger gerufen, der das goldene Pflugeisen auf einen Wert von dreitausend Goldgulden schätzte.
Durch den Verkauf des goldenen Pflugeisens wurde Kaspar zu einem reichen Mann. Er gab den Reiterdienst auf und nahm Brigitte zu seiner Frau. An der Stelle der alten Herberge ließen sie sich eine neue errichten und als Wahrzeichen des Hauses wurde über der Tür das Bild eines goldenen Pflugeisens angebracht.